# Maria Casula
Maria Casula (Cagliari, 1939) è un soprano e mezzosoprano italiano.

## Biografia
Ha compiuto inizialmente i suoi studi musicali al Conservatorio Giovanni Pierluigi da Palestrina di Cagliari e perfezionandosi poi nella dizione con il doppiatore Gigi Pirarba e quindi al Conservatorio Santa Cecilia di Roma.
Gli inizi della sua carriera hanno visto la frequentazione di un repertorio settecentesco ed oratoriale, per poi debuttare alla Scala nel 1967 come "un valletto", ne L'incoronazione di Poppea di Monteverdi, e, l'anno successivo, come Tebaldo nel Don Carlo di Verdi. Ha cantato in seguito in tutto il mondo, con i direttori e cantanti più affermati del dopoguerra ed ha effettuato anche diverse registrazioni in studio, tra cui Le nozze di Figaro, come Marcellina, con Mirella Freni, Jessye Norman e la London Symphony Orchestra diretta da Colin Davis, o La Clemenza di Tito di Mozart, come prima donna, nel ruolo di Vitellia, insieme a Teresa Berganza, Brigitte Fassbaender e Lucia Popp, con l'orchestra della Wiener Staatsoper, diretta da István Kertész.
Ha proseguito la carriera affrontando anche periodi e stili musicali diversi, cantando inoltre, nel 1973, l'impegnativo ruolo di Psiche nella prima esecuzione mondiale dell'opera Amore e Psiche di Salvatore Sciarrino, alla Piccola Scala.
Ritiratasi dalla scene, come da lei stessa dichiarato, alla fine degli anni Settanta, per ragioni di ordine personale, si è quindi dedicata all'insegnamento del canto, sia con lezioni e masterclass private, sia come docente nel sistema dei conservatòri, prima in quello di Cagliari, poi al Conservatorio Giacomo Puccini della Spezia, avendo tra i suoi allievi il soprano Giusy Devinu.
Le sue registrazioni discografiche ottennero lusinghieri apprezzamenti da parte della critica italiana. La memorabile interpretazione della parte di Vitellia, in particolare, mise d'accordo due dei principali esperti di canto sulla breccia nella parte finale del XX secolo: Elvio Giudici e Rodolfo Celletti. Il primo ebbe modo di scrivere:
(Elvio Giudici, L'opera in CD e video. Guida all'ascolto, pp. 511-512)
Rodolfo Celletti, per parte sua, annotò: